# ۷۹۹ (قمری)
۷۹۹ (قمری)، هفتصد و نود و نهمین سال در گاهشماری هجری قمری است. اول محرم این سال برابر با سیزدهم اکتبر سال ۱۳۹۶ میلادی است.

## وابسته
- مرینیان